# Collegio di Great Grimsby and Cleethorpes
Great Grimsby and Cleethorpes è un collegio elettorale situato nel Lincolnshire, nella regione dello Yorkshire e Humber, e rappresentato alla Camera dei comuni del Parlamento del Regno Unito. Elegge un membro del parlamento con il sistema first-past-the-post, ossia maggioritario a turno unico; l'attuale parlamentare è Melanie Onn del Partito Laburista, che rappresenta il collegio dal 2024.

## Estensione
Il collegio comprende i seguenti ward del North East Lincolnshire: Croft Baker; East Marsh; Freshney; Haverstoe; Heneage; Park; Sidney Sussex; South; West Marsh e Yarborough.

## Membri del parlamento
| Elezione | Elezione | Deputato    | Partito   |
| -------- | -------- | ----------- | --------- |
|          | 2024     | Melanie Onn | Laburista |

## Elezioni

### Elezioni negli anni 2020
| Partito                    | Partito                                      | Candidato                  | Risultati 4 luglio 2024 | Risultati 4 luglio 2024 |
| Partito                    | Partito                                      | Candidato                  | Voti                    | %                       |
| -------------------------- | -------------------------------------------- | -------------------------- | ----------------------- | ----------------------- |
|                            | Laburista                                    | Melanie Onn                | 15 336                  | 41,88                   |
|                            | Reform UK                                    | Oliver Freeston            | 10 533                  | 28,76                   |
|                            | Conservatore                                 | Lia Nici                   | 8 269                   | 22,58                   |
|                            | Verdi                                        | Ed Fraser                  | 1 115                   | 3,04                    |
|                            | Lib Dem                                      | John Craig Lawson          | 1 036                   | 2,83                    |
|                            | TUSC                                         | Mark Gee                   | 222                     | 0,61                    |
|                            | Social Democratico                           | Christopher Stephenson     | 108                     | 0,29                    |
|                            |                                              |                            |                         |                         |
| Iscritti                   | Iscritti                                     | Iscritti                   | 78 875                  | 100,00                  |
| ↳ Votanti (% su iscritti)  | ↳ Votanti (% su iscritti)                    | ↳ Votanti (% su iscritti)  | 36 619                  | 46,43                   |
| ↳ Astenuti (% su iscritti) | ↳ Astenuti (% su iscritti)                   | ↳ Astenuti (% su iscritti) | 42 256                  | 53,57                   |
|                            |                                              |                            |                         |                         |
|                            | Esito: collegio a Laburista (nuovo collegio) |                            |                         |                         |